# Kupusina
Kupusina ist ein Dorf in der Opština Velika Plana im Verwaltungsbezirk Podunavlje in Serbien. Laut Volkszählung von 2011 hatte Kupusina 190 Einwohner.